# Polarone di Rydberg

Immagine schematica mostrante un Polarone di Rydberg. Gli atomi di stronzio (in giallo) si trovano tra il nucleo (in rosso) e gli elettroni (in blu) dell'atomo di Rydberg.

Il Polarone di Rydberg è un raro stato della materia, ottenibile a temperature estremamente basse, in cui un atomo di dimensioni notevoli (atomo di Rydberg) contiene altri atomi ordinari nello spazio tra il nucleo e i propri elettroni.
Per formare questi atomi si devono combinare due stati esotici della materia, il condensato di Bose-Einstein e gli atomi di Rydberg appunto.
Gli atomi di Rydberg si formano eccitando un atomo, dando così ad alcuni suoi elettroni un numero quantico principale, quindi una distanza dal nucleo, molto grande (pari a centinaia di nanometri, misura che è più di mille volte il raggio di un atomo di idrogeno), mentre un condensato di Bose-Einstein è uno stato della materia ottenuto portando dei bosoni a temperature prossime allo zero assoluto, facendo così in modo che le distanze tra essi diventino molto piccole.
Generando gli atomi di Rydberg tramite dei laser, e includendoli come impurità nel condensato di Bose-Einstein, succede che, essendo il raggio dell'atomo di Rydberg maggiore della distanza media tra gli atomi del condensato, alcuni degli atomi del condensato si ritroveranno ad essere all'interno del guscio dell'atomo di Rydberg.
Dato il fatto che gli atomi sono strutture elettricamente neutre, essi non producono che una minima forza sugli elettroni stessi. in ogni caso gli elettroni vengono leggermente spostati dagli atomi, senza comunque riuscire a evadere la propria orbita. Il legame debole che viene a generarsi tra l'atomo di Rydberg e gli atomi del condensato li tiene assieme generando, appunto, il polarone.
Questo nuovo stato della materia fu predetto dai fisici teorici dell'Università di Harvard nel 2016 e fu scoperto nel 2018 grazie ad una spettroscopia in un esperimento utilizzante un condensato di Bose-Einstein a base di stronzio. Teoricamente fino a 170 atomi di stronzio di dimensioni ordinarie potrebbero restare all'interno di un solo atomo di Rydberg, dato che può variare in base alla densità del condensato e al raggio dell'atomo eccitato. Il lavoro teorico per l'esperimento fu effettuato dai teorici dell'Università Tecnica di Vienna e dell'Università di Harvard, mentre il lavoro sperimentale venne effettuato alla Rice University, a Houston in Texas.